# Ян Зембицкий
Ян Зембицкий (пол. Jan ziębicki, нем. Johann I von Münsterberg; около 1380 — 27 декабря 1428, Стары-Велислав) — князь Зембицкий (1410—1428).

## Биография
Представитель зембицкой линии Силезских Пястов. Второй сын князя Болеслава III Зембицкого (1344/1348 — 1410) и Евфимии Бытомской (1350/1352 — 1411).
В ноябре 1405 года после смерти своего старшего брата Николая Ян стал наследником своего отца. В июне 1410 года после смерти Болеслава III его сыновья Ян и Генрих II получили в совместное владение Зембицкое княжество. Генрих II был только номинальным правителем и в делах княжества участия не принимал, а после его смерти в марте 1420 года Ян остался единоличным правителем в Зембицком княжестве. Так же, как и его отец, Ян Зембицкий верой и правдой служил своим сюзеренам, королям Чехии из Люксембургской династии.
В начале своего правления князь Ян Зембицкий на стороне Тевтонского ордена участвовал в войне с Польшей и Литвой (1409—1411). Участие князя Зембицкого в это войне было ограниченным, особенно после битвы под Тухолей 4 ноября 1410 года, во время которой Ян вместе с другими дворянами и рыцарями бежал с поля боя.
6 января 1420 года князь Ян Зембицкий вместе с другими силезскими князьями участвовал в имперском съезде во Вроцлаве, организованного Сигизмундом Люксембургским.
Политика деда и отца князя Яна оказали негативное воздействие на размеры княжества: к началу его правления оно ограничивалось только столицей, городом Зембице. По этим причинам большим сюрпризом для историков является факт бракосочетания 19 марта 1408 года Яна Зембицкого с Елизаветой Лачкфи (ум. 1424), вдовой влиятельного польского магната Спытко из Мельштына и дочерью воеводы Трансильвании Эмерика Лачкфи. Этот брак принес Яну Зембицкому огромное приданое и финансовую независимость. Обстоятельства этого брака кажутся еще более странным с учетом того, что первый муж Елизаветы был одним из самых ближайших советников короля Польши Владислава II Ягелло, давнего врага императора Священной Римской империи, венгерского и чешского короля Сигизмунда Люксембургского, сюзерена Яна Зембицкого. Более того, несмотря на враждебное отношение короля Сигизмунда, Елизавета успешно продолжила контактировать с польской знатью, даже после брака с князем Яном Зембицким. Брак этот оказался бездетным, поэтому Ян был последним мужским представителем зембицкой линии Силезских Пястов.
В 1428 году над княжеством нависла опасность вторжения гуситских войск. Первоначально, не имея шансов на победу, князь Ян Зембицкий вместе с князем Людвиком II Бжегским заключил соглашение с гуситами, обязуясь не препятствовать продвижению гуситских войск через свои владения. Но по неизвестным причинам Ян Зембицкий нарушил условия договора и принял участие в войне против чешских гуситов.
27 декабря 1428 года князь Ян Зембицкий погиб в битве с гуситами под Стары-Велиславом в Клодзкой котловине. Причиной поражения было безрассудное нападение на гуситский вагенбург (укрепленный походный табор). Неизвестно, где князь был похоронен. На предполагаемом месте его гибели стоит часовня, построенная в 1904—1905 годах по проекту немецкого архитектора Людвига Шнайдера.
После смерти бездетного князя Яна Зембицкое княжество было включено в состав Чешского королевства. В 1429 году король Сигизмунд передал княжество в залог чешскому магнату Путе III из Частоловиц, соратнику князя Яна Зембицкого в войне с гуситами. 

## Ян Зембицкий в литературе
Силезский князь Ян Зембицкий является одним и героев трилогии польского писателя Анджея Сапковского: Башня шутов и Божьи воины.